# Kastell Groß-Gerau
Das Kastell Groß-Gerau war ein römisches Kastell in der römischen Provinz Germania superior, das südwestlich des heutigen Groß-Gerau in Hessen liegt. Das rückwärtig zum Limes gelegene Lager bestand etwa seit den 70er Jahren des ersten Jahrhunderts n. Chr. bis in die Zeit Kaiser Trajans. Nach dem Abzug der Truppen bestand an einer wichtigen Verkehrskreuzung ein ziviler Vicus bis in die Zeit des Limesfalls hinein.

## Lage

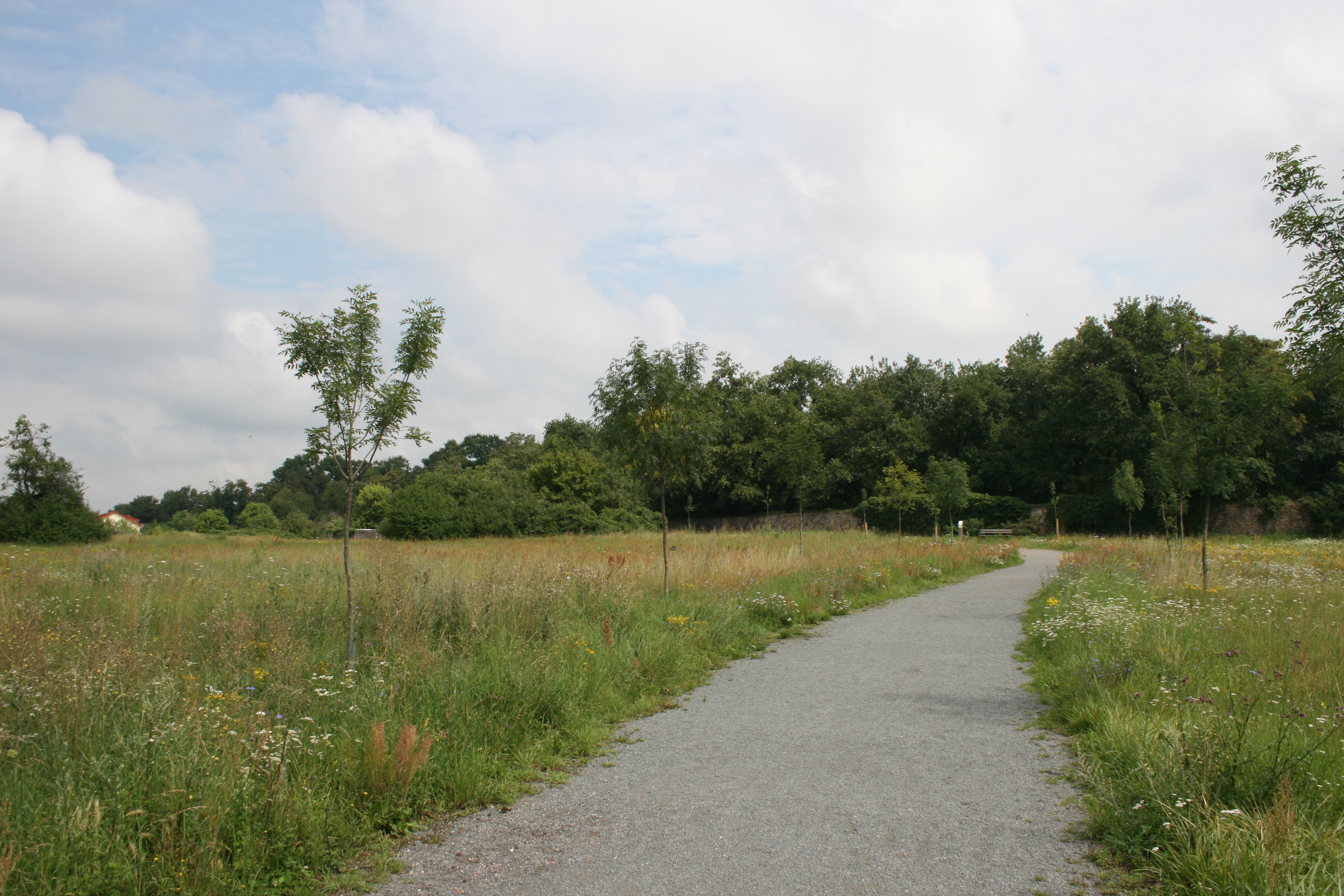
Blick auf das unüberbaute Kastellgelände von Süden 2011, im Hintergrund die Fasaneriemauer

Die römischen Anlagen befinden sich in der Flur „Auf Esch“ südwestlich Groß-Geraus und nördlich von Berkach auf einer hochwasserfreien Sanddüne nördlich des Landgrabens, eines Altlaufs des Neckar. Der Landgraben dürfte in römischer Zeit schiffbar gewesen oder sogar von den Römern als Wasserstraße angelegt worden sein. Zudem lag die Siedlung an wichtigen Römerstraßen, besonders der rechtsrheinischen Route der Römischen Rheintalstraße, etwa einen Tagesmarsch entfernt von der Provinzhauptstadt Mogontiacum (Mainz). Von der Rheintalstraße zweigte hier eine bedeutende Querverbindung zum römischen Dieburg und an den Mainlimes ab. Ferner existierte eine Verbindung nach Norden zum römischen Nida, Hauptort der benachbarten Civitas Taunensium, die bei Schwanheim den Main überquerte.
Die hochwasserfreie Anhöhe bot durch ihre Topographie Menschen stets ein bevorzugtes Siedlungsareal. Schon die Jungsteinzeit hinterließ hier im 6. Jahrtausend vor Christus ihre Spuren. In der frühen Bronzezeit wurde ein großes Gräberfeld der sogenannten Adlerberg-Kultur angelegt. Jüngere bronzezeitliche Kulturen bestatteten zwischen 1700 und 1300 v. Chr. hier ihre Toten. Eisenzeitliche Funde wurden aus der Hallstattzeit vom 8. bis zum 6. Jahrhundert v. Chr. und der Latènezeit vom 5. Jahrhundert v. Chr. bis um Christi Geburt ausgegraben.

## Geschichte
Ein Fundensemble, das in das frühe erste nachchristliche Jahrhundert datiert, und aus den nahegelegenen Flurstücken „Schindkaute“ und „Sandschließ“ stammt, enthält germanisches Fundgut und römische Importwaren. Es verweist auf germanische Foederaten, die im Vorfeld der römischen Reichsgrenze und des Legionslagers angesiedelt wurden (Oberrheinsueben).
Im Zuge der Reorganisation der Reichsgrenze unter Kaiser Vespasian, der Besetzung des sogenannten rechtsrheinischen Decumatlandes, errichteten die Römer im Bereich des Südendes der heutigen Groß-Gerauer Fasanerie ein Holz-Erde-Kastell. Möglicherweise ging diesem ein kleineres und kurzlebigeres Lager im Bereich der späteren Zivilsiedlung voraus, das die Truppe, die das Kastell errichtete, aufnahm. Die im Kastell stationierte Einheit bleibt aufgrund des Mangels an Quellen unbekannt.
Das Kastell wurde in der Regierungszeit Kaiser Hadrians (117–138 n. Chr.) etwa zwischen 120 und 130 n. Chr. geräumt. Zuvor waren bereits in trajanischer Zeit viele rückwärtige Garnisonen (Ladenburg, Nida-Heddernheim, Heldenbergen) aufgelöst worden. Südlich des Mains geschah dies vermutlich etwas später, was mit der Einrichtung der Civitas Auderiensium mit dem Hauptort Dieburg zusammenhängt. Westlich des Kastells hatte sich eine Zivilsiedlung entwickelt, für die der Abzug der Truppe an den Limes einen schweren Einschnitt bedeutete. Durch die günstige Verkehrssituation entwickelte sich aber im Verlauf des 2. Jahrhunderts einer der bedeutenderen vici der Region.
Die Zivilsiedlung bestand bis in die Zeit des Limesfalls um 260 n. Chr. Es ist unklar, ob sie während der Alamanneneinfälle des 3. Jahrhunderts zerstört oder planmäßig geräumt wurde. Deutliche Anzeichen für eine Zerstörung fanden sich bisher jedenfalls nicht. Schon im 4. Jahrhundert wurde das Gebiet erneut aufgesucht: alamannische Siedler ließen sich im Westen der ehemaligen Römersiedlung nieder. Reste der römischen Siedlung müssen zu diesem Zeitpunkt noch sichtbar und verwertbar gewesen sein. Dies wird dokumentiert durch zahlreiche ausgebrochene Mauern und weitere gestörte Befunde, häufig im Zuge von Metallverwertung. Die Fundamente dienten als Steinbruch, zunächst für das nahe gelegene Schloss Dornberg, später für die Fasaneriemauer. Das Gebiet „Auf Esch“ wurde im Mittelalter und der Neuzeit landwirtschaftlich genutzt.

## Erforschung
Römische Funde waren der einheimischen Bevölkerung in der Flur „Auf Esch“ seit jeher bekannt. Die Entdeckung des Kastells geht zurück auf Eduard Anthes, der im Herbst der Jahre 1898 und 1899 die Umwehrung untersuchte.
Seit den 1960er Jahren wurde das Gebiet um die Fasanerie in drei Stufen als Bauland (hauptsächlich für Wohngebiete) ausgewiesen. Auch das Areal, das bekanntermaßen die „römische Siedlung“ umfasste, blieb trotz langjähriger lokalpolitischer Streitigkeiten nicht verschont. Zwar sollte das Kastell, nicht zuletzt, da es zum größten Teil unter der heute als Erholungs- und Wildpark dienenden Fasanerie liegt, von der modernen Bebauung ausgeschlossen bleiben, dennoch wurde es bald nach Bekanntwerden der Erschließungspläne „Auf Esch“ 1962/1963 vom Amt für Bodendenkmalpflege im Regierungsbezirk Darmstadt untersucht. Wenig war bis dahin über die westlich gelegene Zivilsiedlung bekannt. Eine weitere Grabung 1985 durch Ernst-Friedrich Roß galt ebenfalls dem Kastell. Als im Jahr 1988 der Bebauungsplan „Auf Esch III“ konkrete Formen annahm, wurde das Gebiet zum Schwerpunkt der Denkmalpflegetätigkeit im südlichen Regierungsbezirk Darmstadt. Von 1989 bis 1992 fanden Grabungen des Landesamtes für Denkmalpflege (Norbert Hanel, Ralf Klausmann) in der Zivilsiedlung statt. Im Jahr 1997 wurden Grabungen durch das Saalburgmuseum durchgeführt.
Hauptsächlich in den Jahren 1998–2000 führte die Universität Frankfurt am Main großflächige Grabungen im Bereich des von der Zerstörung bedrohten vicus durch (Carsten Wenzel, Jörg Lindenthal). Parallel wurden 1997/98 und 2006 rund 10 ha des Areals geomagnetisch prospektiert. Ziel war es, Ausmaß und Struktur der Siedlung vor ihrer endgültigen Zerstörung zu dokumentieren. Heute ist diese bis auf wenige Restflächen vollständig überbaut, wobei vor den Bauvorhaben jeweils Rettungsgrabungen auf den betroffenen Flächen durchgeführt wurden. Eine Auswahl von Funden der Römerzeit wird im Stadtmuseum Groß-Gerau gezeigt.

## Kastell
Nach den Ergebnissen der Ausgrabung des Kastells 1962/63 gab es drei Bauperioden. Das erste – wohl noch in vespasianischer Zeit erbaute – Kastell wurde errichtet in Form eines Holz-Erde-Lagers mit zwei vorgelagerten Spitzgräben. Die zweite Bauphase bestand anscheinend nur aus einem Wall mit einem Verteidigungsgraben, möglicherweise steht es im Zusammenhang mit dem Ausbau zu dem Steinkastell der 3. Periode. Dieses besaß ebenfalls nur einen einzigen vorgelagerten Graben, der ganze 9 Meter von der Kastellmauer entfernt war. Wahrscheinlich erklären sich diese Besonderheiten durch die Geologie des Bodens. Dieser besteht im gesamten Bereich „Auf Esch“ aus extrem feinkörnigem Quarzsand, welcher die angelegten Gräben, aber auch Brunnen und andere in den Boden eingetiefte Bauten instabil macht.
Das Kastellbad konnte erst 2001 durch eine Grabung in einem bereits früher teilweise angeschnittenen Gebäude identifiziert werden, das vor der Südwestfront des Kastells nahe am Landgraben lag.

## Vicus

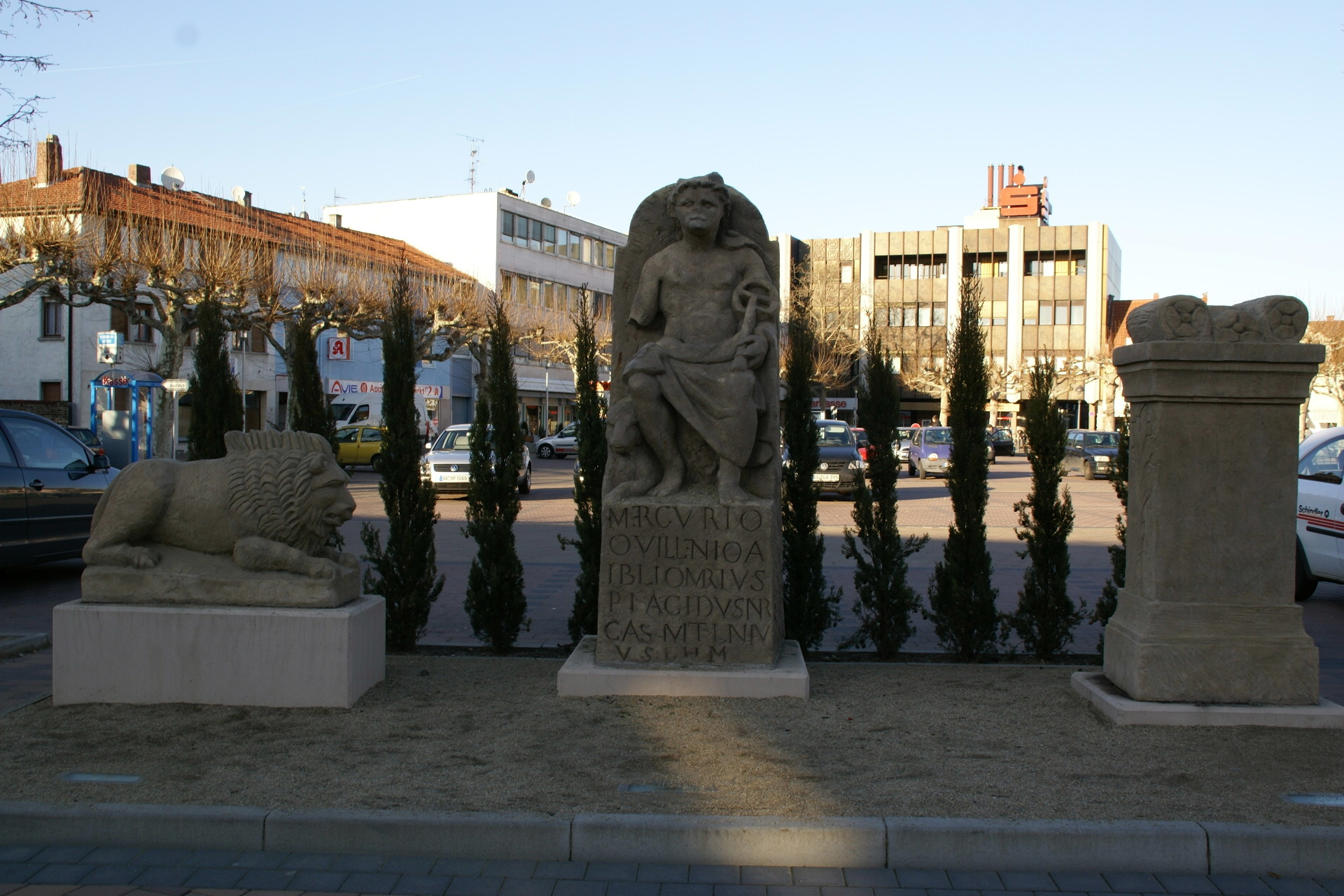
Kopien römischer Steindenkmäler aus Groß-Gerau, aufgestellt am Marktplatz

Der zivile Vicus wurde erst bei der Überbauung großflächig erforscht. Er entwickelte sich auf der hochwasserfreien Dünenfläche westlich des Kastells zwischen zwei Tangenten der südlich am Kastell vorbeiführenden Fernstraße. Nachgewiesen wurde eine dichte Bebauung mit Streifenhäusern. Wie in vielen Siedlungen im Limeshinterland wurden diese ab dem 3. Jahrhundert in Stein ausgebaut. Wohl aufgrund des sandigen Bodens wies die Siedlung eine hohe Anzahl von Brunnen auf, die wegen der Nähe zum Landgraben nicht sehr tief angelegt waren.
Die für den Vicus ökonomisch wichtige Lage an der Kreuzung der Rheintalstraße mit einer nach Dieburg und dem Mainlimes führenden Römerstraße belegt eine Weihung für die Straßengötter Biviae, Triviae, Quadruviae. Zu den bedeutendsten Funden an Steindenkmälern zählt das sogenannte Gigantenrelief mit der Inschrift des Bildhauers (Xysticus scalpsit). Im Westen der Siedlung wurde ein Mithräum entdeckt. Drei bedeutende Steindenkmäler wurden in der Verfüllung aufgefunden: ein Altarstein, eine Merkur-Statue, sowie die Statue eines Löwen. Mehrere Töpferöfen am Südrand der Siedlung produzierten im späten 1. und zu Beginn des 2. Jahrhunderts zur Versorgung der Truppe.